# بهاءالدین کهبد
بهاءالدین کهبد (۱۲۷۵ نهاوند - ۱۳۶۱) سرمایه‌دار و زمین‌دار بزرگ، مالک ملارد و بانی شهرک ملارد است. کهبد سه دوره نماینده مجلس شورای ملی بود و نخستین نماینده در تاریخ مجالس قانونگذاری ایران است که پس از رد اعتبارنامه‌اش دوباره در همان دوره به نمایندگی انتخاب شده است. 
پدرش شیخ محسن مجتهد از علمای معروف نهاوند بود. از جوانی وارد تجارت شد و توانست بازرگانی معروف و از مالکان عمده ساوجبلاغ و کرج بود. یکی از املاک مهم او ملارد بود که اکنون از شهرهای استان تهران است. او کارهای زیادی برای توسعه این منطقه انجام داد، از جمله کشاورزی مکانیزه در آن به راه انداخت، دهها مدرسه و درمانگاه ساخت و چند پل احداث کرد و برای مبارزه با بیماری مالاریا که در این منطقه بسیار شایع بود، اقدامات جدی کرد.
کهبد در سال ۱۳۲۵ به حزب دموکرات پیوست که قوام‌السلطنه نخست‌وزیر وقت به راه انداخت. در همان سال که انتخابات دوره پانزدهم مجلس شورای ملی آغاز شد، کهبد ابتدا از خرم‌آباد نامزد نمایندگی شد اما سپس نامزدی خود را به حوزه انتخابیه ساوجبلاغ و شهریار تغییر داد که در آن دارای املاک و رعایا و نفوذ بود. اما پس از موفقیت در انتخابات و ورود به مجلس، دکتر عبدالله معظمی به اعتبارنامه او اعتراض کرد و مدارکی عرضه کرد که نشان می‌داد او با اعمال نفوذ و خرید رأی انتخاب شده است. مجلس نیز با ۶۱ رأی مخالف در برابر ۴۵ رأی موافق اعتبارنامه او را رد کرد.
در انتخابات میان‌دوره‌ای حوزه انتخابیه شهریار و ساوجبلاغ که از ۲۲ تا ۲۶ مهر ۱۳۲۶ برگزار شد، کهبد باز هم شرکت کرد و به نمایندگی انتخاب شد. شعبه رسیدگی کننده به اعتبارنامه او در مجلس اعلام کرد که طبق ماده ۴۴ قانون انتخابات، چون اعتبارنامه او را مجلس به علت تشخیص تهدید و تطمیع در انتخابات، رد کرده، تا دو دوره از نمایندگی محروم است. همچنین انتخاب او نیز با تخلفات و مداخله ژاندارمری صورت گرفته است. بدین ترتیب اعتبارنامه کهبد در شعبه رد شد.
هنگامی که اعتبارنامه در صحن مجلس به رأی گذاشته شد، جلسه به جنجال کشید و میان مهدی باتمانقلیچ که از کهبد دفاع کرد با احمد رضوی و حسین مکی زد و خورد فیزیکی رخ داد و جلسه تعطیل شد. در جلسه بعد که در سیزدهم اسفند ۱۳۲۶ برگزار شد، اعتبارنامه او با ۶۸ رأی موافق در برابر ۳۱ رأی مخالف تصویب شد. چنین پدیده‌ای نخستین بار بود در تاریخ مجالس قانونگذاری ایران رخ می‌داد. 
کهبد در دو دوره بعد نیز کرسی خود را در مجلس حفظ کرد. در زمان نخست‌وزیری دکتر مصدق، از او پشتیبانی کرد و به همین دلیل پس از کودتای ۲۸ مرداد ۱۳۳۲ فراری و سپس بازداشت شد. پس از آزادی به تجارت و ملک‌داری بازگشت. با جعفر شریف‌امامی شریک شد و در کرج به شهرک‌سازی پرداخت. از جمله شهرک‌هایی که ساخت، شهرک ملارد  بود.
کهبد پس از انقلاب هم مدتی زندانی شد و پس از آزادی با قرار وثیقه به اروپا رفت و همان جا درگذشت.